# Haedanula subinermis
Haedanula subinermis är en spindelart som beskrevs av Lodovico di Caporiacco 1941. Haedanula subinermis ingår i släktet Haedanula och familjen krabbspindlar.
Artens utbredningsområde är Etiopien. Inga underarter finns listade i Catalogue of Life.